# Ctenidiadelphus cylindricarpus
Ctenidiadelphus cylindricarpus là một loài Rêu trong họ Hypnaceae. Loài này được (Cardot) E.B. Bartram mô tả khoa học đầu tiên năm 1946.